# كارمن جونز
كارمن جونز (بالإنجليزية: Carmen Jones)‏ هو فيلم موسيقي أمريكي من إخراج أوتو بريمنغر وبطولة هاري بيلافونت، دورثي داندريج وبيرل بيلي، صدر الفيلم في 28 أكتوبر 1954.

## روابط خارجية
- كارمن جونز على موقع IMDb (الإنجليزية)
- كارمن جونز على موقع الموسوعة البريطانية (الإنجليزية)
- كارمن جونز على موقع روتن توميتوز (الإنجليزية)
- كارمن جونز على موقع نتفليكس (الإنجليزية)
- كارمن جونز على موقع ألو سيني (الفرنسية)
- كارمن جونز على موقع Turner Classic Movies (الإنجليزية)
- كارمن جونز على موقع أول موفي (الإنجليزية)
- كارمن جونز على موقع فيلمافينيتي (الإسبانية)
- كارمن جونز على موقع قاعدة بيانات الأفلام السويدية (السويدية)
- كارمن جونز على موقع قاعدة بيانات الفيلم (الإنجليزية)